# Púa (zoología)

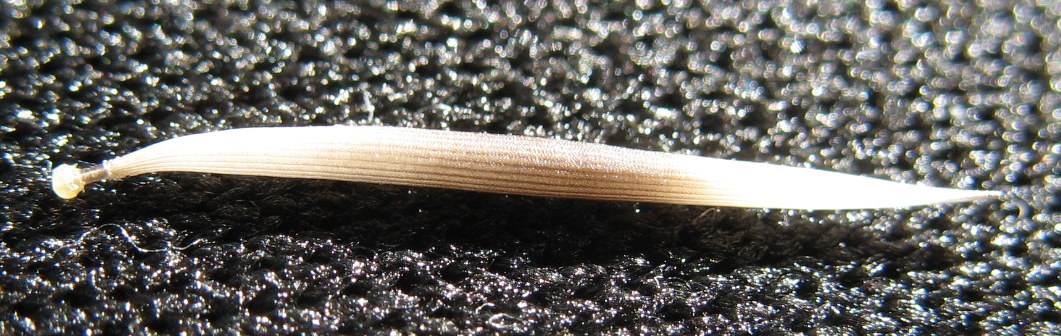
Espina de Atelerix albiventris, un pequeño erizo africano.

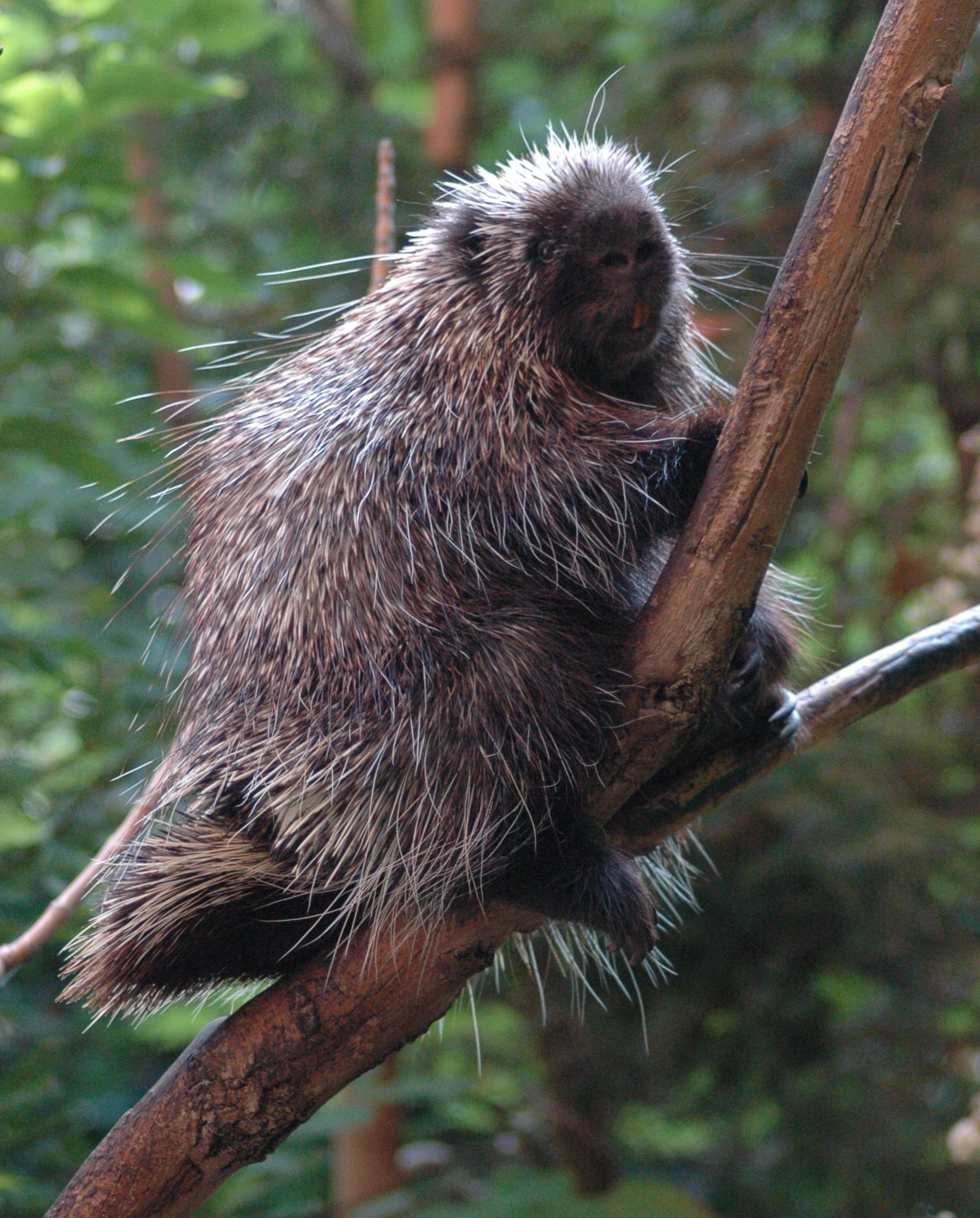
Puercoespín norteamericano

Una púa (o espina) es una estructura dura y espinosa como aguja que se origina en varios animales (véase su diferencia con aguijón). Los animales tales como puercoespines y erizos de mar poseen púas que crecen como un mecanismo de autodefensa. Las púas se forman a menudo de queratina. Otros animales con púas son erizos, ratones espinosos y por lo menos dos dinosaurios ornitisquios.
En el contexto de la neurociencia, también se utiliza como forma abreviada de las espinas dendríticas, diminutas protrusiones en la superficie de las células nerviosas que están en contacto con los terminales presinápticos.
- Datos: Q2707058